# ترابری عمومی

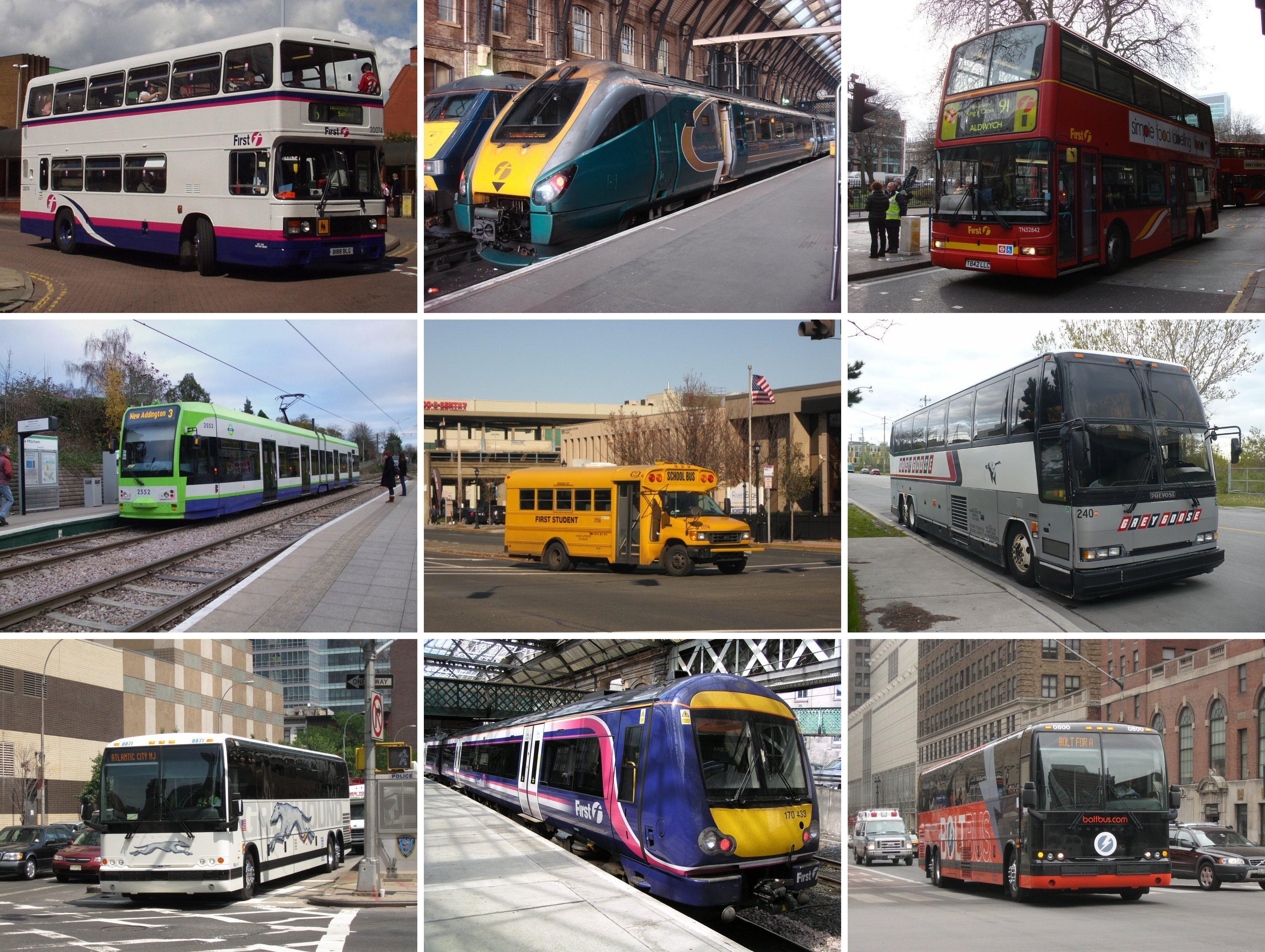
خدمات ارائه شده توسط فرست‌گروپ در اروپا و آمریکای شمالی

ترابری عمومی (به انگلیسی: Public transport یا transit) سامانه‌ای از ترابری برای مسافران به صورت جمعی است که برای عموم جامعه در دسترس است و معمولاً بر پایه یک برنامه زمانی مشخص و در یک مسیر مشخص کار می‌کند، و برای هر سفر یک هزینه ثابت دریافت می‌کند. برخی از نمونه‌های ترابری عمومی عبارتند از: اتوبوس‌های شهری، اتوبوس‌های ترولی، تراموا (یا ریل سبک)، مترو، و قایق‌های فرابر. ترابری عمومی میان‌شهری در سلطه شرکت‌های هواپیمایی، اتوبوس‌های بین‌شهری و راه‌آهن میان‌شهری است. در بسیاری از نقاط جهان شبکه‌های ریلی تندرو در حال توسعه و گسترش هستند.
بیشتر سامانه‌های ترابری عمومی در امتداد مسیرهای ثابت با نقاط سوار یا پیاده شدن مشخص و با یک جدول زمانی از پیش تنظیم‌شده کار می‌کنند. تاکسی‌های اشتراکی (غیر دربست) در بسیاری از نقاط جهان بر اساس تقاضای موجود خدمات ارائه می‌دهند که ممکن است در جابجایی مسافر با سرویس‌های ترابری عمومی رقابت کرده یا مکمل آن‌ها باشند. Paratransit گاهی در مناطق کم‌تقاضا و برای افرادی که نیاز به خدمات در منزل دارند (برای مثال معلولین)، مورد استفاده قرار می‌گیرد.
سامانه‌های ترابری عمومی شهری در آسیا، آمریکای شمالی و اروپا کاملاً باهم متفاوت است. در آسیا، سامانه‌های ترابری عمومی بیشتر توسط شرکت‌های خصوصی و سهامی عام اداره می‌شود. در آمریکای شمالی، مسئولان شهرداری معمولاً عملیات ترانزیت گسترده را انجام می‌دهند. در اروپا، هر دو شرکت‌های دولتی و خصوصی بیشتر سامانه‌های ترابری گسترده را کنترل می‌کنند. ترابری عمومی می‌تواند سود محور بوده و بر اساس مسافت پیموده شده هزینه آن محاسبه و دریافت شود یا اینکه توسط یارانه‌های دولتی حمایت شده و دارای یک نرخ ثابت باشد. خدمات ترابری عمومی می‌توانند به دلیل داشتن شمار مسافر بسیار یا نرخ کرایه بالا کاملاً سودآور باشند، یا می‌توانند از درآمد مالیاتی محلی یا ملی یارانه دریافت کنند و تنظیم شوند. در برخی از شهرها و شهرک‌ها سرویس‌های کاملاً رایگان نیز وجود دارد.
انجمن بین‌المللی ترابری عمومی (UITP) شبکه‌ای بین‌المللی برای مقامات و اپراتورهای ترابری عمومی، سیاست‌گذارها، موسسات علمی و صنعتی تأمین و خدمات ترابری عمومی است.

## اقسام

### مقایسه روش‌های مختلف

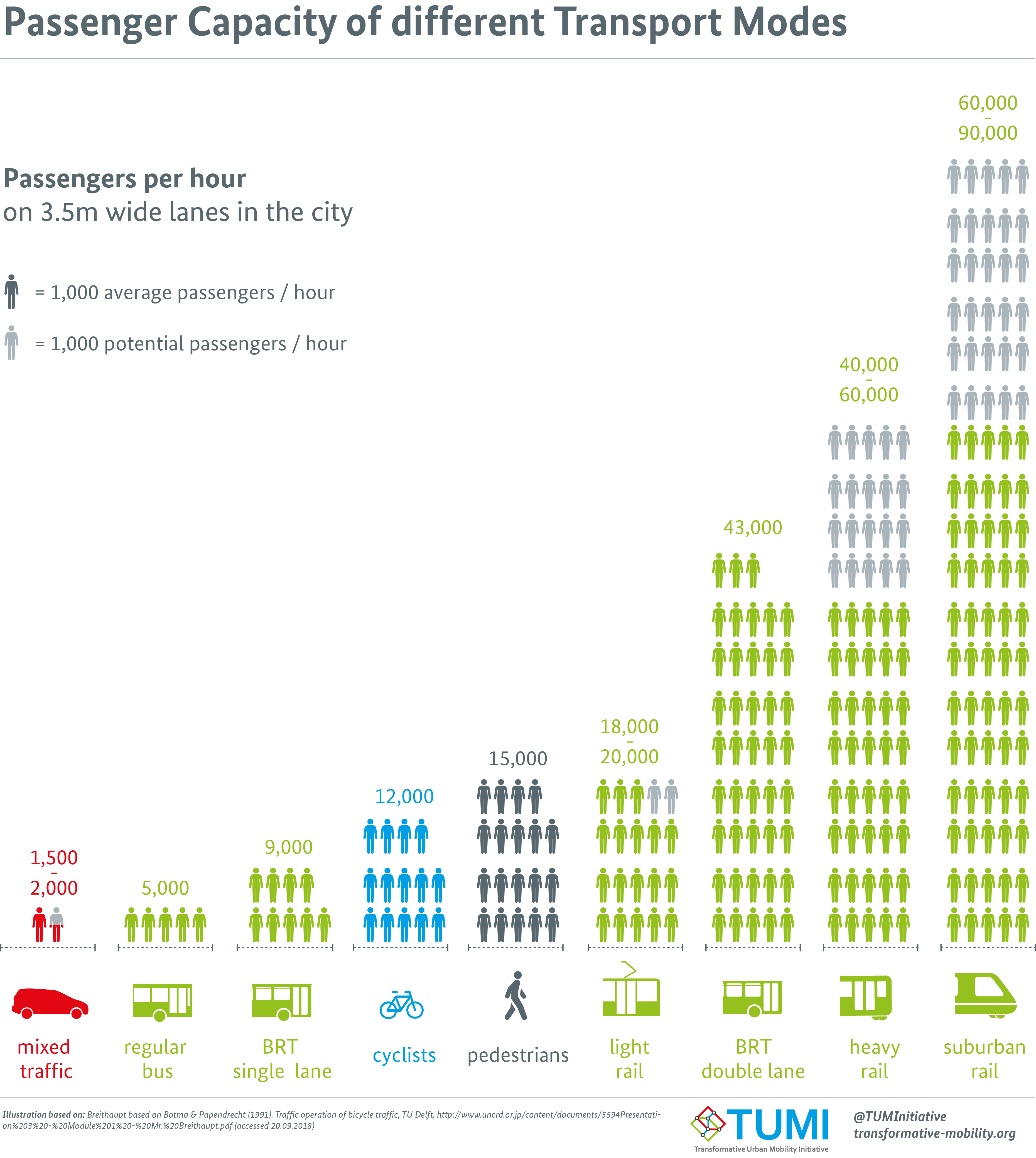
ظرفیت جابجایی مسافر در روش‌های مختلف ترابری.

هفت معیار مختلف، قابلیت به‌کارگیری گونه‌های مختلف ترابری عمومی و جذابیت کلی آن را اندازه‌گیری می‌کنند. این معیارها عبارتند از: سرعت، راحتی، ایمنی، هزینه، مجاورت، به موقع بودن و مستقیم بودن. سرعت از کل زمان سفر از جمله نقل و انتقالات محاسبه می‌شود. مجاورت به معنای این است که مسافران پیش از اینکه مسیر ترابری عمومی سفر خود را آغاز کنند باید چقدر مسافت را طی کنند و چقدر آن‌ها را به مقصد مورد نظر خود نزدیک می‌کند. به موقع بودن، زمانی است که باید منتظر وسیله نقلیه بود. مستقیم بودن (Directness) میزان انحراف از مسیر اصلی در طی سفر را اندازه‌گیری می‌کند.
در میان روش‌های مختلف ترابری، گزینش افراد به شدت به عوامل هزینه و راحتی و همچنین عادت بستگی دارد. یک فرد ممکن است با وجود هزینه اولیه بالا، احتمال خطر تصادف بیشتر، هزینه‌های مربوط به نگهداری و استفاده، بازهم ترابری خصوصی را انتخاب کند. نداشتن کنترل، فضای کوچک، ازدحام بیش از حد، سرعت یا شتاب‌های بسیار، ترس از ارتفاع یا آب و یا سایر ترس‌ها ممکن است باعث عدم استفاده از وسایل ترابری عمومی شود.
اگر زمان سفر در وسایل ترابری عمومی قابل پیش‌بینی باشد و این سفر به اندازه کافی راحت باشد (صندلی، توالت، خدمات دهی)، کمتر مورد توجه قرار می‌گیرد، به همین دلیل می‌توان با به‌کارگیری برنامه‌ریزی زمانی، سفری راحت، لذت‌بخش و بهینه و قابل استراحت (برای سفرهای شبانه) فراهم کرد. انتظار، تعویض و توقف، برای مثال به دلیل ترافیک یا برای بازرسی‌های امنیتی، ناراحت‌کننده است.

### خطوط هواپیمایی
شرکت‌های هواپیمایی در میان فرودگاه‌ها خدمات هواپیمایی ارائه می‌دهند. سفر هوایی دارای سرعت بالایی است، اما زمان انتظار پیش و پس از مسافرت طولانی است و بنابراین فقط در مسافت‌های طولانی یا در مناطقی که کمبود زیرساخت‌های زمینی دیگر روش‌های ترابری را غیرممکن می‌سازد، امکان‌پذیر است.

### اتوبوس

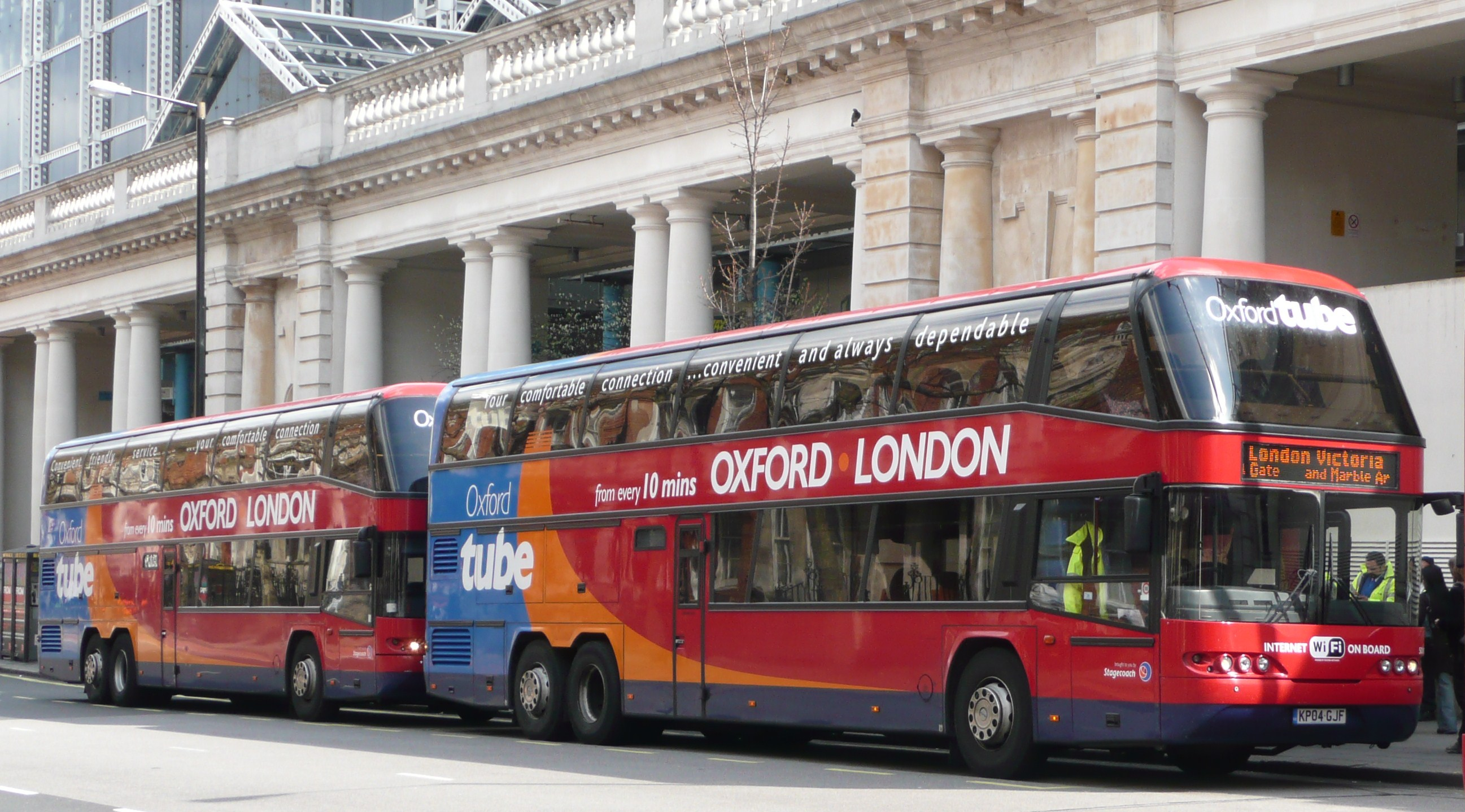
دو اتوبوس ترابری عمومی در لندن.

خدمات اتوبوسی از اتوبوس‌ها برای جابجایی شمار بسیاری مسافر در سفرهای نسبتاً کوتاه در جاده‌های معمولی استفاده می‌کنند. اتوبوس‌ها (در مقایسه با تراموا یا قطار) با ظرفیت کمتری کار می کنند و می‌توانند در جاده‌های معمولی با ایستگاه‌های اتوبوس نسبتاً ارزان به مسافران خدمت رسانی کنند؛ بنابراین، از اتوبوس‌ها معمولاً در شهرهای کوچکتر، و مناطق شهری و روستایی و برای سرویس‌های شاتل (سرویس‌های رفت و برگشتی میان دو نقطه مشخص) و به عنوان مکملی برای دیگر وسایل ترابری در شهرهای بزرگ استفاده می‌شود. سامانه اتوبوس تندرو (BRT) اصطلاح مبهمی است که به اتوبوس‌هایی گفته می‌شود که در مسیر عبور اختصاصی رفت و آمد می‌کنند (مانند ریل سبک). اتوبوس ترولی، گونه‌ای اتوبوس برقی است که برای حرکت از خطوط برق هوایی نیرو می‌گیرد. وسایل نقلیه الکتریکی آنلاین اتوبوس‌هایی هستند که با باتری معمولی کار می‌کنند، اما به‌طور مکرّر در نقاط خاصی از مسیر، از طریق سیم‌های زیرزمینی شارژ می‌شوند.

### قطار

#### قطار حومه، میان‌شهری و تندرو
قطار کامیوتر یا حومه بخشی از ترابری عمومی یک منطقه شهری است که به حومه خارجی شهر و شهرک‌ها و روستاهای همسایه خدمات سریع ارائه می‌دهد. این قطارها در ایستگاه‌های مربوط به شهرهای کوچک و روستاها نیز توقف می‌کنند. ایستگاه‌ها بیشتر با سامانه‌های اتوبوس شاتل یا پارک‌سوار ترکیب می‌شوند. تناوب رفت و برگشت ممکن است تا چندین بار در ساعت باشد، و سامانه‌های ریلی حومه‌ای ممکن است بخشی از راه‌آهن ملی باشد یا توسط آژانس‌های ترابری محلی اداره شود.
قطار بین‌شهری خدمات مسافربری مسیر طولانی است که مناطق مختلف شهری را به هم متصل می‌کند. این خطوط ایستگاه‌های کمی داشته و دارای سرعت متوسط نسبتاً بالایی هستند. این خطوط در هر شهر معمولاً فقط یکی از چند ایستگاه را ایجاد می‌کنند. این خدمات ممکن است بین‌المللی نیز باشند.

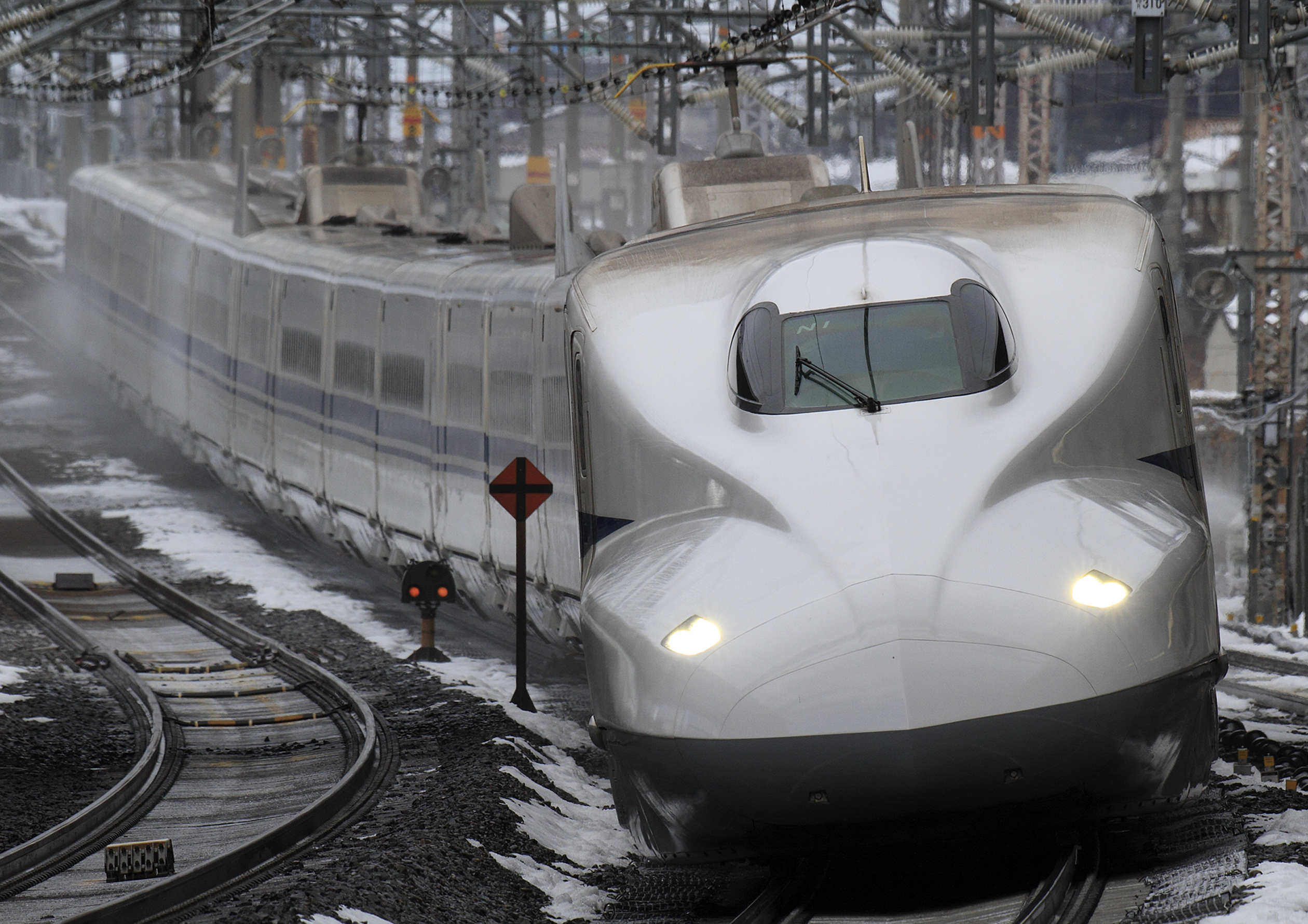
شینکانسن سامانه ریلی پرسرعت توسعه یافته توسط ژاپن می‌باشد که قادر است تا سرعت ۳۲۰ کیلومتر در ساعت نیز سرعت کاری داشته باشد.

قطارهای تندرو، قطارهای مسافربری هستند که به‌طور قابل توجهی سریعتر از ریل معمولی کار می‌کنند. (معمولاً حداقل ۲۰۰ کیلومتر در ساعت سرعت دارند). برجسته‌ترین نمونه‌های ساخته شده از آن مربوط به اروپا و آسیای شرقی است. این سامانه‌ها قابل مقایسه با ترابری هوایی است، چرا که خدمات مسافت طولانی و سرعت بالا ارائه می‌دهند. همچنین این قطارها نسبت به هواپیما ارزان‌تر بوده و برای تأمین انرژی خود به جای احتراق از الکتریسیته استفاده می‌کنند.

#### مترو

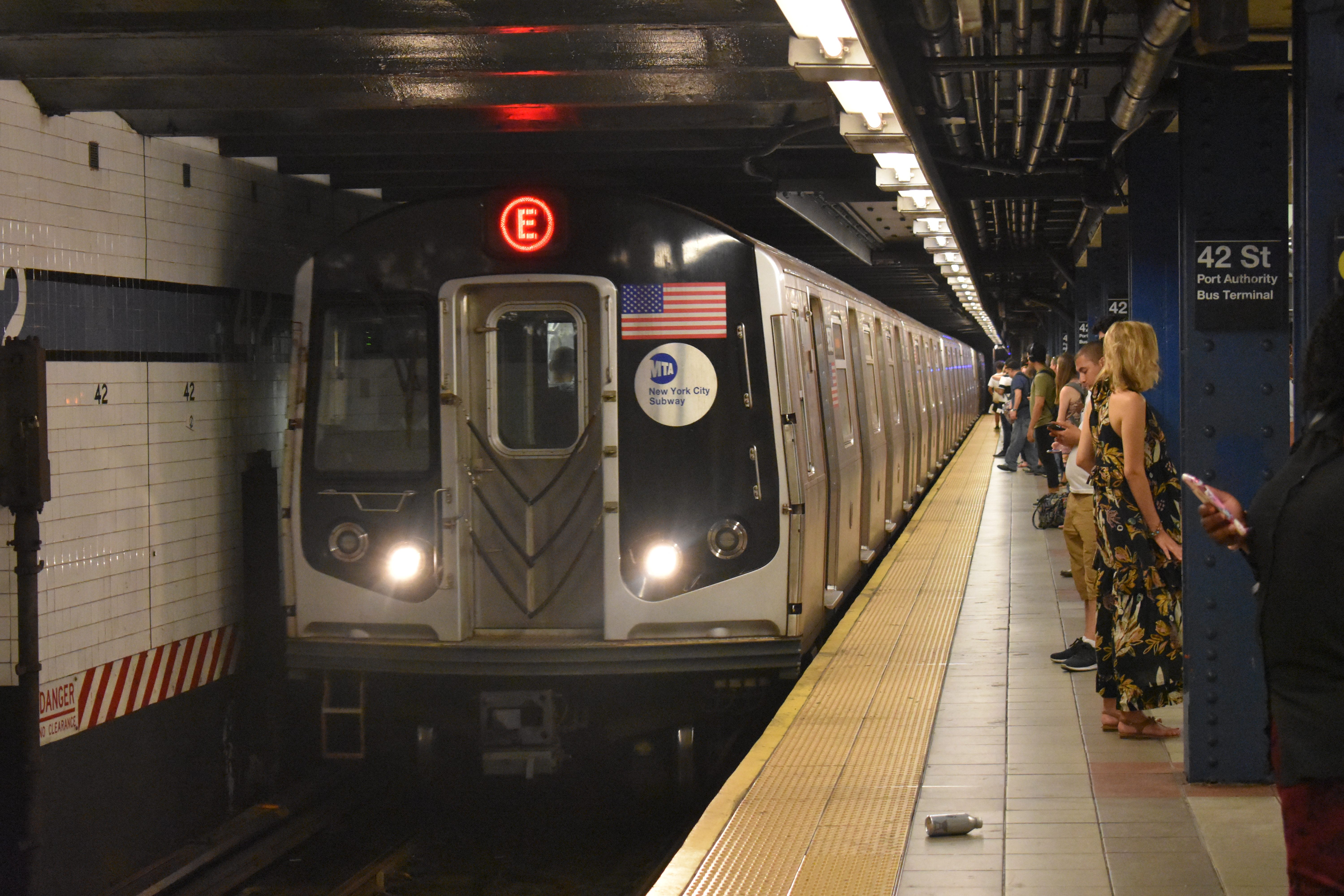
متروی نیویورک بزرگ‌ترین سامانه مترویی است که فقط توسط یک شرکت اداره می‌شود و دارای ۴۷۲ ایستگاه می‌باشد.

سامانه مترو در یک منطقه شهری با ظرفیت و تناوب رفت و آمد بالا و در یک تراز غیرِ هم‌سطح با سایر وسایل ترابری (برای مثال از زیرِ زمین) کار می‌کند. این سامانه‌ها قادرند شمار بسیاری از مردم را به سرعت در مسافت‌های کوتاه و با کاربرد زمین کم منتقل کنند.

#### تراموا
تراموا گونه‌ای وسیله‌نقلیه ریلی است که از مسیرهای اختصاصی درون شهر عبور می‌کند. ظرفیت این سامانه‌ها بیشتر از اتوبوس است اما نیاز به زیرساخت‌های مناسب شامل ریل و خطوط برق هوایی دارد که این امر انعطاف‌پذیری آن‌ها را کاهش می‌دهد.

### ترابری کابلی

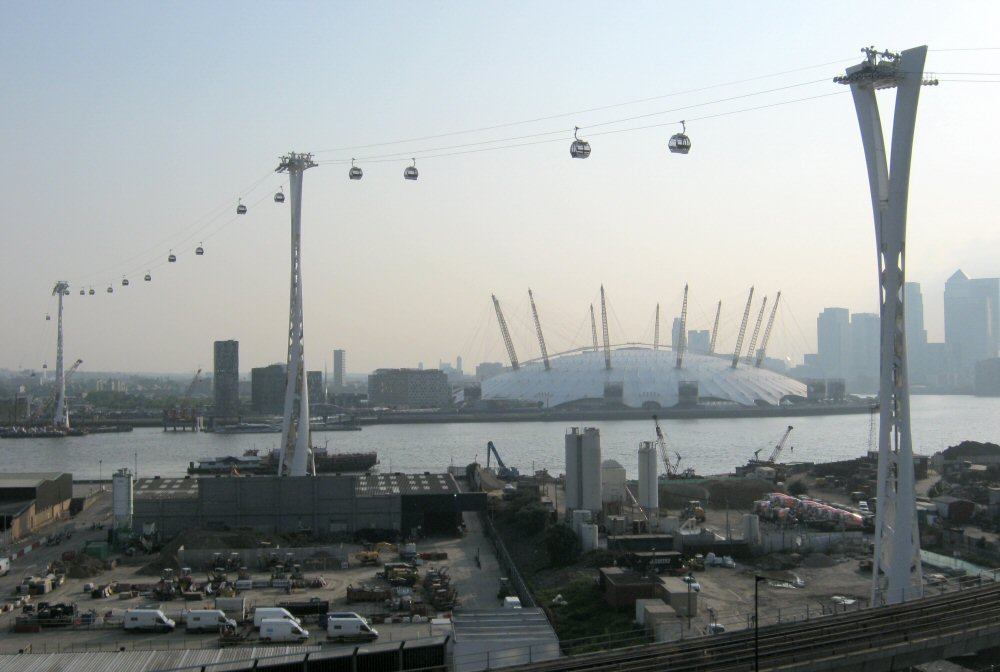
سامانه تله کابین بر فراز رودخانه تیمز در لندن.

ترابری کشش-کابلی یا CPT گونه‌ای فناوری ترابری است که مردم را در کابین‌های فاقد موتور جابجا کرده و توسط یک کابل فولادی کشیده می‌شود. گرچه در گذشته از تله‌کابین برای پیست‌های اسکی استفاده می‌شد، امروزه به‌کارگیری این سامانه‌ها برای محیط‌های شهری و فقط با هدف ترابری عمومی در حال گسترش است.

### کشتی فرابر

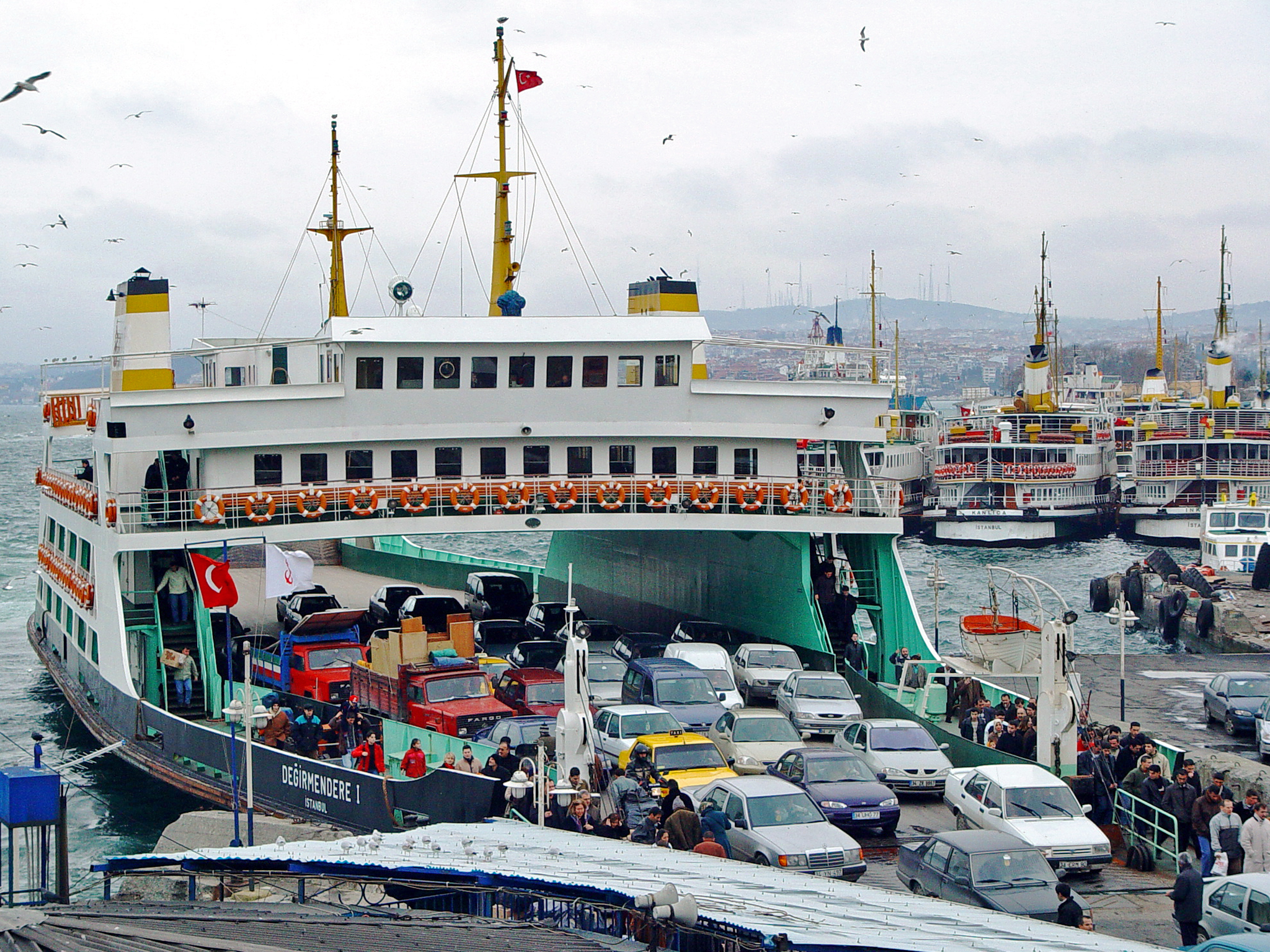
یک کشتی فرابر متداول در حال تخلیه مسافر و وسایل نقلیه آنها در استانبول، ترکیه.

کشتی‌فرابر به قایقی گفته می‌شود که برای جابه‌جایی مسافران یا گاهی وسایل نقلیه آن‌ها از روی آب استفاده می‌شود. گاهی به کشتی فرابر مخصوص مسافر با توقف‌های بسیار، اتوبوس دریایی گفته می‌شود. فرابرها بخشی از سامانه ترابری عمومی بسیاری از شهرها و جزایر کنار دریا را تشکیل می‌دهند، که امکان ترابری مستقیم میان نقاط مختلف را با هزینه بسیار کمتری نسبت به تونل یا پل و البته با سرعت کمتری فراهم می‌کنند.

### شبکه دوچرخه سواری

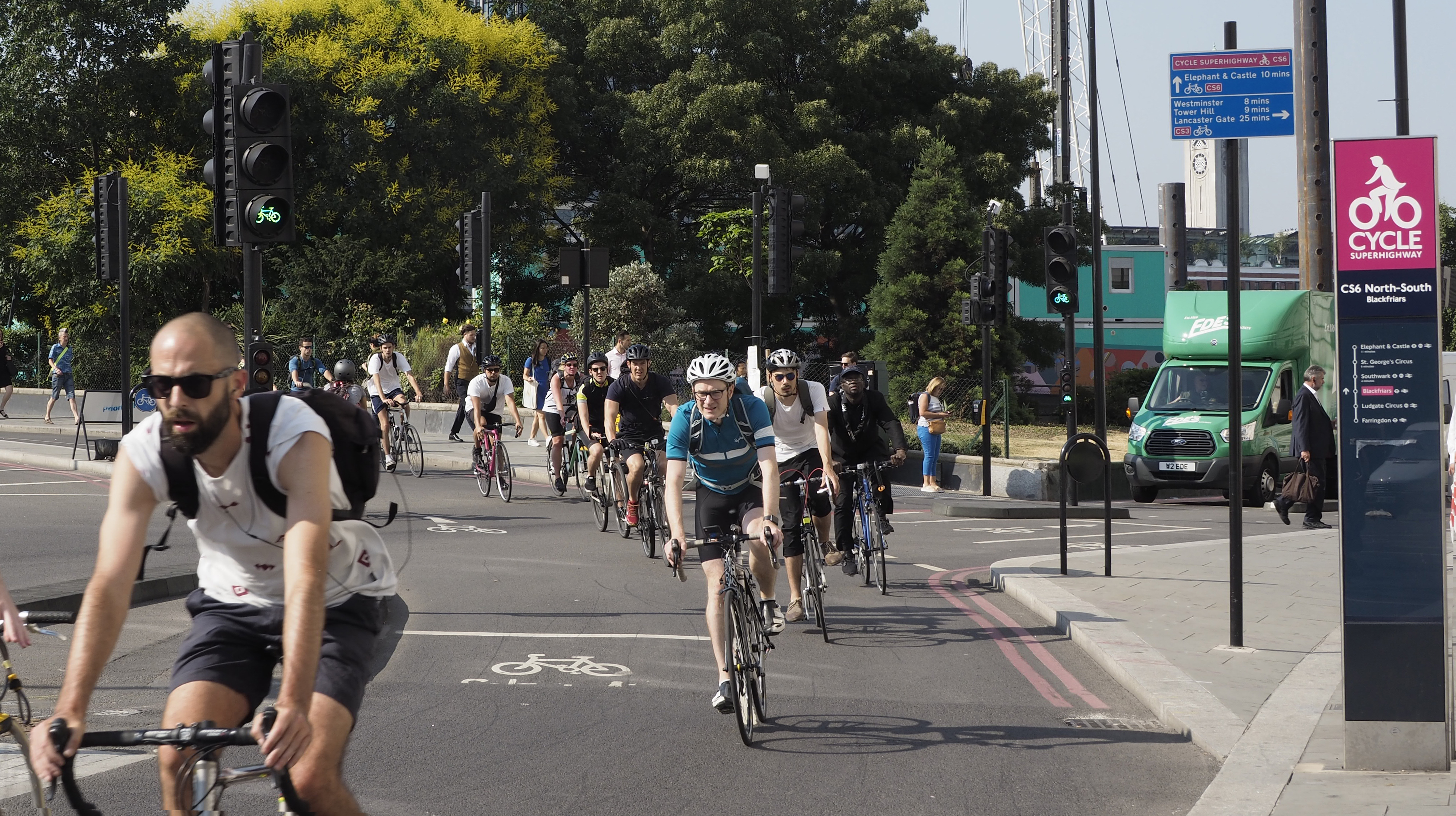
آزادراه دوچرخه CS6 قسمتی از زیرساخت شبکه مرکزی دوچرخه سواری لندن است.

گزارشی در سال ۲۰۱۸ توسط کمیسیون ملی زیرساخت انگلیس منتشر شد مبنی بر اینکه «دوچرخه سواری ترابری جمعی است و باید با آن چنین برخورد شود.» زیرساخت‌های دوچرخه سواری معمولاً بدون هزینه در اختیار کاربران قرار می‌گیرد زیرا عملیاتی کردن و نگهداری از آن نسبت به سامانه‌های ترانزیت مکانیزه که از تجهیزات پیشرفته استفاده می‌کنند ارزان‌تر است.

## نگارخانه

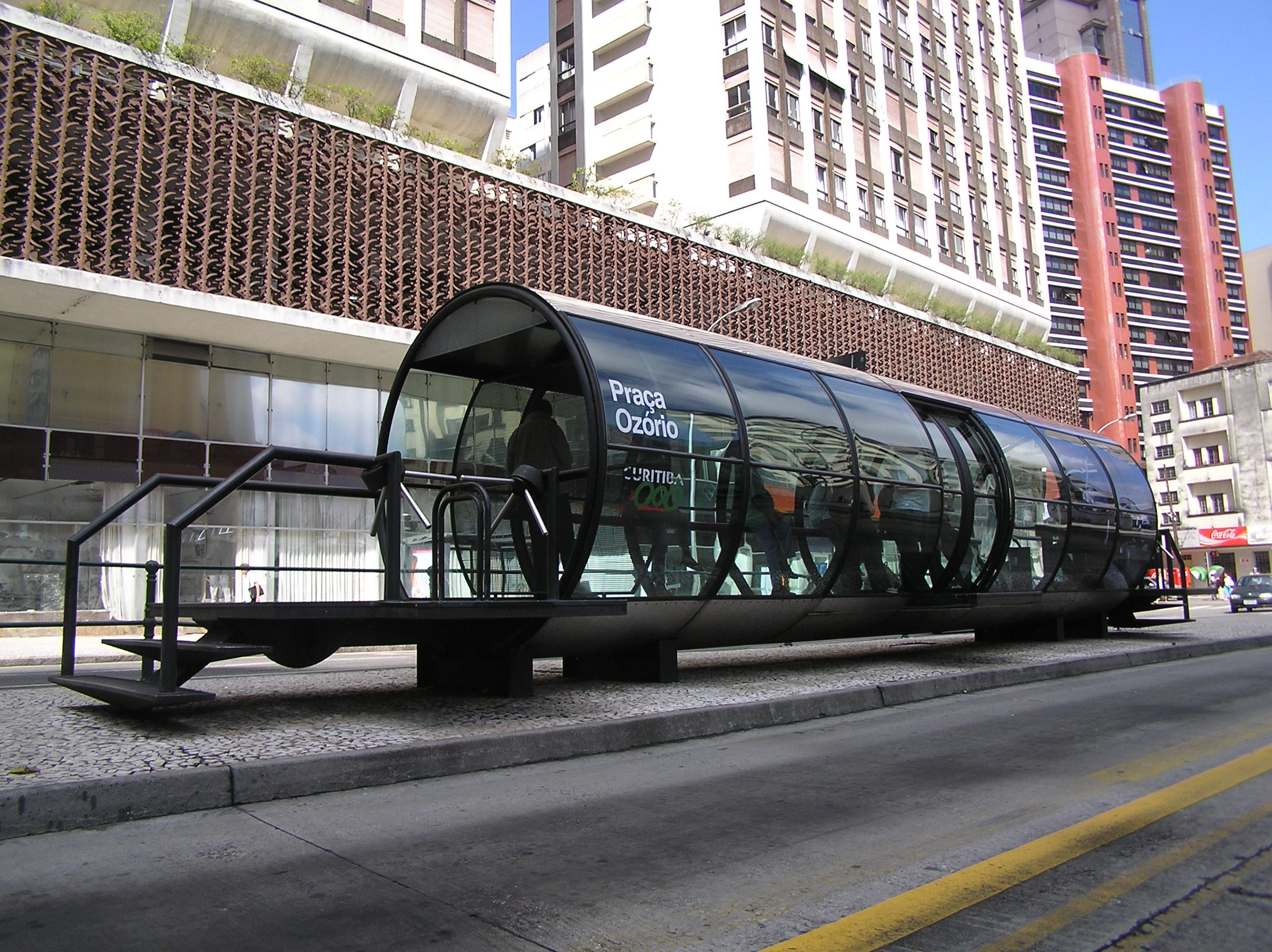
یک ایستگاه سامانه تندرو در برزیل
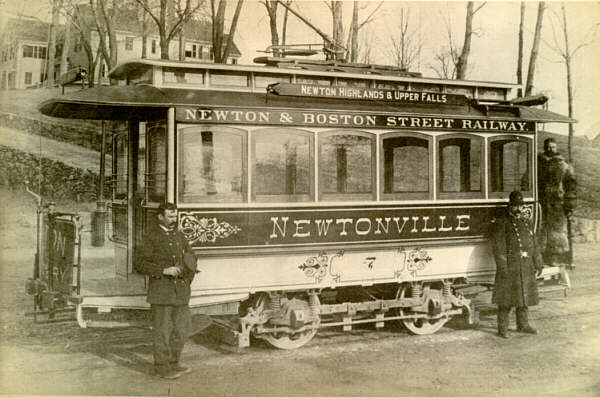
یک واگن ترابری ابتدایی، ماساچوست
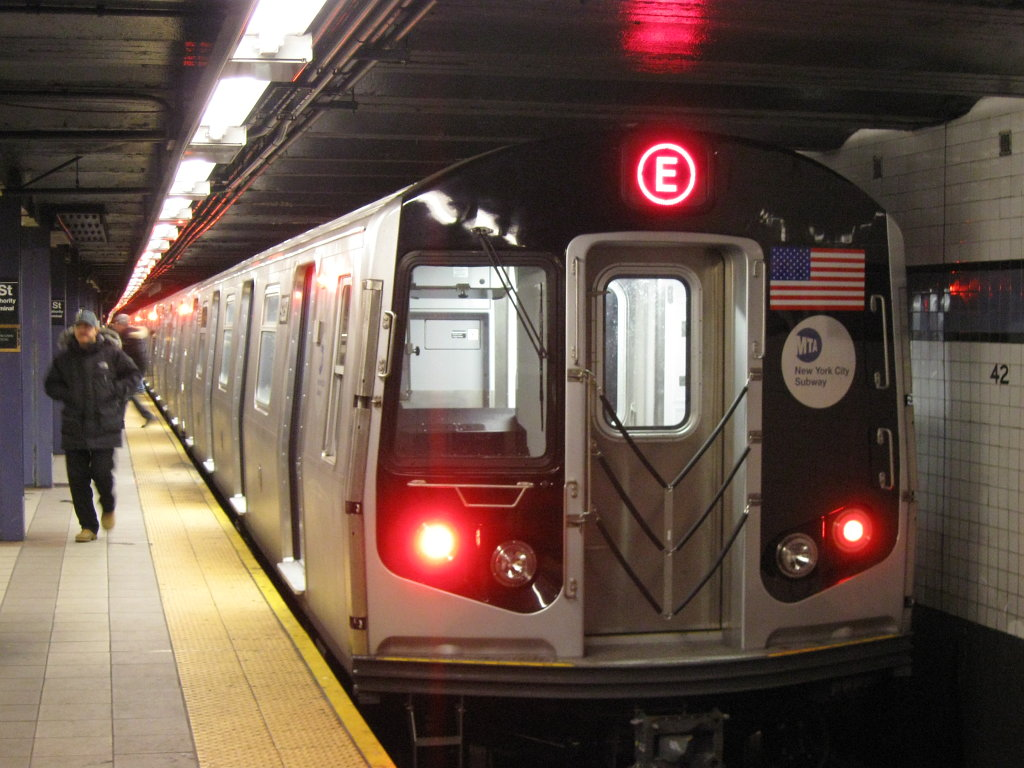
متروی نیویورک سیتی
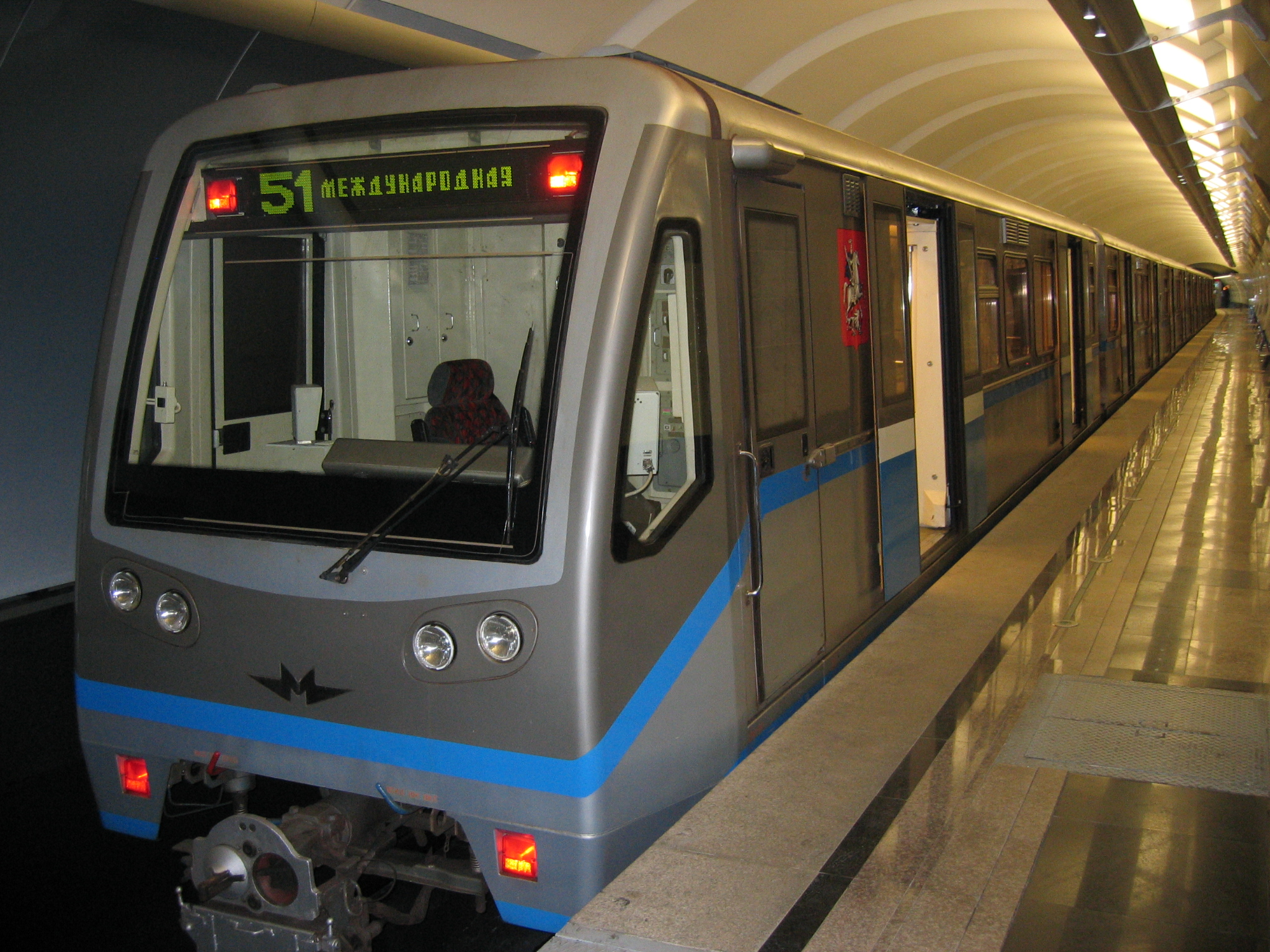
متروی مسکو
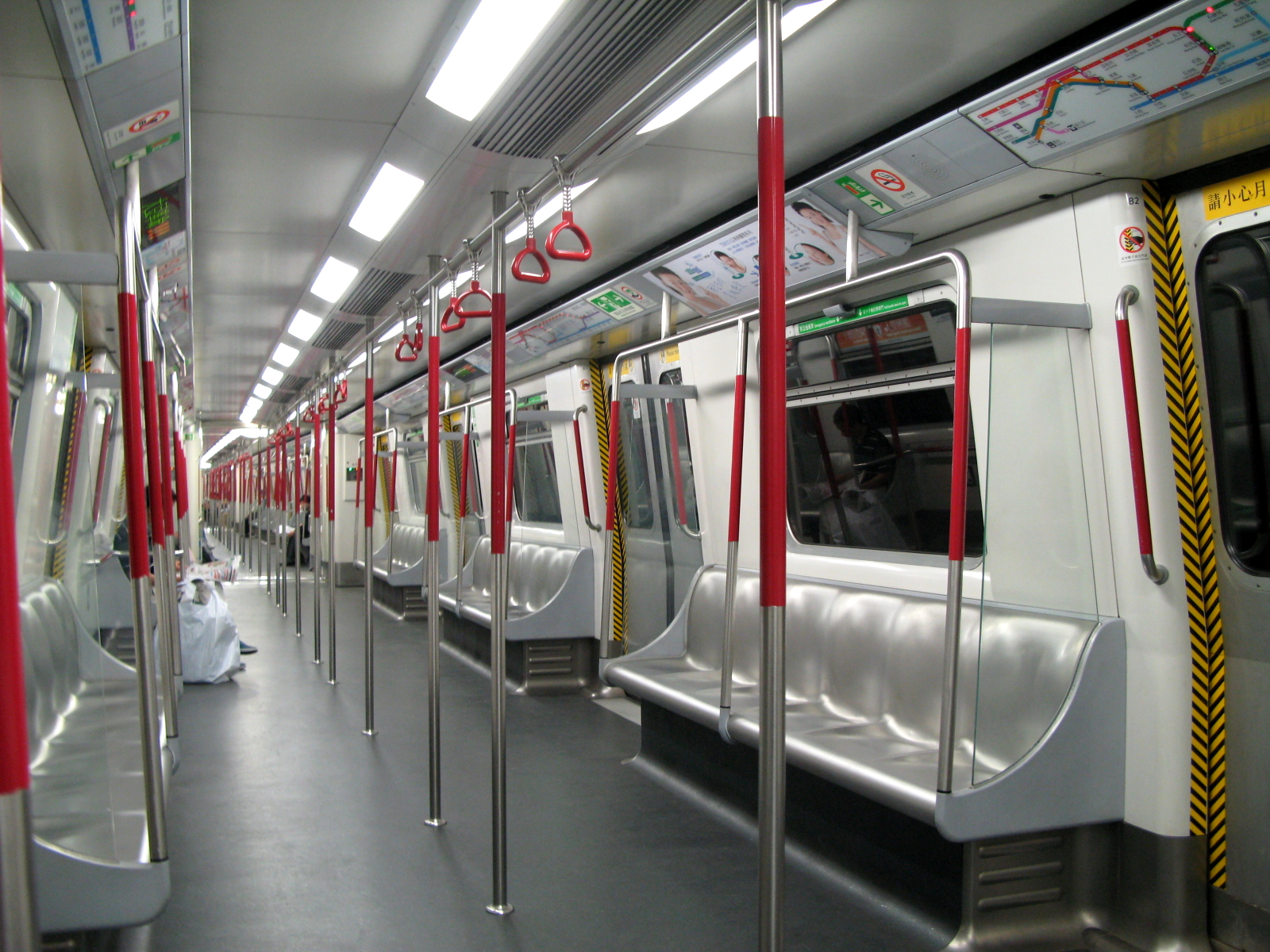
متروی هنگ کنگ
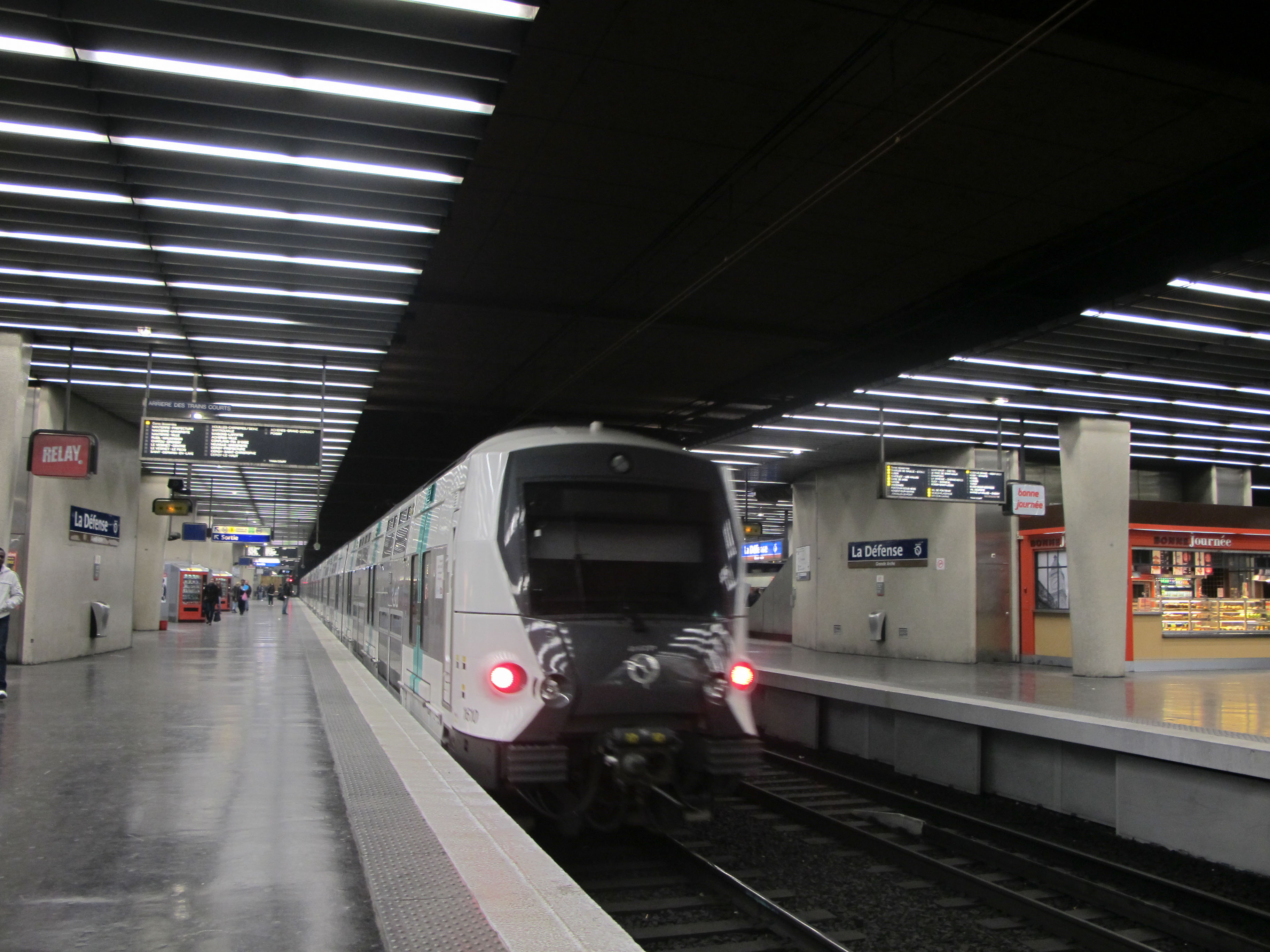
شبکه تندروی منطقه‌ای در پاریس فرانسه
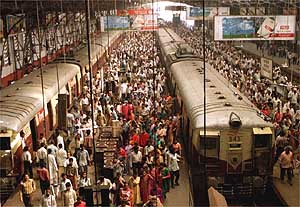
متروی بمبئی